# Adrián Zamora
Rodrigo Adrián Zamora Fernández (Watsonville, 28 ottobre 1986) è un ex cestista statunitense con cittadinanza messicana.

## Carriera
Nato in California da genitori messicani, una volta terminati gli studi è diventato giocatore professionista nella Liga Nacional de Baloncesto Profesional con gli Halcones Xalapa.
Con il Messico ha disputato i Campionati mondiali del 2014 e i Campionati americani del 2015.

## Palmarès

### Club
- Campionato messicano: 2

Halcones Rojos Veracruz: 2013-14
Fuerza Regia: 2016-17

### Nazionale
- Campionati centramericani maschili di pallacanestro

 Messico 2014
 Panama 2016